# Таки, Арменд
Арменд Таки (алб. Armend Thaqi; 10 октября 1992, Приштина) — косоварский футболист, защитник клуба «Гиляни». Выступал за сборную Косова.

## Клубная карьера
Арменд Таки — воспитанник косовского клуба «Хайвалия». Летом 2013 года он перешёл в «Приштину», а в июле 2016 года — в «Гиляни».

## Карьера в сборной
13 ноября 2017 года Арменд Таки дебютировал в составе сборной Косова в домашнем товарищеском матче против команды Латвии, выйдя на замену во втором тайме.

## Статистика выступлений

### В сборной
| Матчи и голы Арменда Таки за сборную Косова | Матчи и голы Арменда Таки за сборную Косова | Матчи и голы Арменда Таки за сборную Косова        | Матчи и голы Арменда Таки за сборную Косова | Матчи и голы Арменда Таки за сборную Косова | Матчи и голы Арменда Таки за сборную Косова | Матчи и голы Арменда Таки за сборную Косова |
| №                                           | Дата                                        | Место проведения                                   | Соперник                                    | Счёт                                        | Голы                                        | Соревнование                                |
| ------------------------------------------- | ------------------------------------------- | -------------------------------------------------- | ------------------------------------------- | ------------------------------------------- | ------------------------------------------- | ------------------------------------------- |
| 1                                           | 13 ноября 2017                              | Олимпийский стадион Адем Яшари, Косовска-Митровица | Латвия                                      | 4:3                                         | —                                           | Товарищеский матч                           |

Итого: 1 матч / 0 голов; eu-football.info.